# Longida
Longida (en basc, cooficialment en castellà Lónguida) és un municipi de Navarra, a la comarca d'Aoiz, dins la merindad de Sangüesa. Està format pels concejos de:
| Entitat de Població                  | Pob. (2006) |
| ------------------------------------ | ----------- |
| Aos                                  | 63          |
| Artajo o Artaxo                      | 41          |
| Ekai de Lónguida o Ekai-Longida      | 91          |
| Murillo de Lónguida o Murelu-Longida | 28          |
| Villaveta o Billabeta                | 18          |

## Demografia
| Evolució demogràfica                               | Evolució demogràfica | Evolució demogràfica | Evolució demogràfica | Evolució demogràfica | Evolució demogràfica | Evolució demogràfica | Evolució demogràfica | Evolució demogràfica | Evolució demogràfica | Evolució demogràfica |
| 1996                                               | 1998                 | 1999                 | 2000                 | 2001                 | 2002                 | 2003                 | 2004                 | 2005                 | 2006                 | 2007                 |
| -------------------------------------------------- | -------------------- | -------------------- | -------------------- | -------------------- | -------------------- | -------------------- | -------------------- | -------------------- | -------------------- | -------------------- |
| 288                                                | 294                  | 298                  | 296                  | 291                  | 299                  | 310                  | 307                  | 324                  | 312                  | 300                  |
| Fonts: Longida i Institut d'Estadística de Navarra |                      |                      |                      |                      |                      |                      |                      |                      |                      |                      |